# Marcus Aemilius Lepidus (konzul 187 př. n. l.)
Marcus Aemilius Lepidus († 152 př. n. l.) byl římský praetor, konzul a politik – první významný člen rodiny Lepidus z rodu Aemiliů.
Jako propraetor spravoval v roce 191 př. n. l. italský ostrov Sicílii. V roce 187 př. n. l. byl zvolen na jeden rok konzulem. Lepidus společně se svým kolegou, druhým konzulem Gaiem Flaminiem dokázal zkolonizovat a ovládnout severní oblast Ligurie. Od roku 180 př. n. l. zastával funkci pontifika maxima, o rok později získal titul princeps senatus a ještě v témže období byl zvolen censorem. V roce 175 př. n. l. byl podruhé zvolen římským konzulem.
Od zastávání úřadu konzula v roce 187 př. n. l. dohlížel na výstavbu důležité cesty Via Aemilia, která vedla z města Piacenza do středoitalského Rimini. Přestože byla tato stezka několikrát rekonstruována, stále je jednou z nejdůležitějších silnic v severní části Itálie.
Během své vlády dokázal Lepidus získat pro římskou republiku mnoho území, mezi které patřila například města Parma či Modena. Na důkaz své nadvlády nad touto oblastí založil město pojmenovaném po něm – Regium Lepidum (dnešní Reggio Emilia).